# Éducation financière
Selon une définition du Conseil de l’OCDE de juin 2005, l’éducation financière est le processus par lequel des consommateurs et/ou investisseurs :
1. améliorent leur connaissance des produits, concepts et risques financiers ;
2. acquièrent au moyen d'une information, d'un enseignement ou d'un conseil objectif, les compétences et la confiance nécessaires pour :

- devenir plus sensibles aux risques et opportunités en matière financière ;
- faire des choix raisonnés, en toute connaissance de cause ;
- savoir où trouver une assistance financière ;
- prendre d'autres initiatives efficaces pour améliorer leur bien-être financier.

L’OCDE précise que l’information et le devoir de conseil dus par les professionnels du secteur financier à l’égard de leurs clients ne font pas partie de la définition de l’éducation financière.
Une conception plus large étend l’éducation financière à l’ensemble de la population et non pas aux seuls consommateurs/investisseurs. Elle inclut une dimension culturelle et moins pragmatique, à savoir la compréhension par chacun du monde économique et financier dans lequel il vit.
Cette définition est notamment utilisée en France dans le cadre de la stratégie nationale lancée par les pouvoirs publics en 2016. En France, la mise en œuvre de la stratégie d'éducation financière du grand public et des entrepreneurs a été confiée à la Banque de France.
Chaque année se tient une semaine mondiale de l'éducation financière (du 18 mars au 23 mars 2024).

## Causes du déficit de l’éducation financière
Selon une étude de l’OCDE de 2005 dans le cadre du Projet sur l’éducation financière, peu de pays ont mené des enquêtes systématiques mais le constat est unanime : il existe un déficit de maîtrise des questions financières par les particuliers. Une enquête australienne montre que si 67 % des personnes interrogées déclaraient comprendre le principe des intérêts composés, elles n’étaient que 28 % à donner la bonne réponse à un problème fondé sur cette notion.
Les produits financiers étant de plus en plus complexes, les décisions qui incombent aux consommateurs de produits financiers sont très difficiles et nécessitent une solide connaissance des produits financiers. Les individus ont donc besoin de solides compétences financières. Un certain nombre d’affaires (Bénéfic, Madoff, ou encore la crise des subprimes, etc.) démontrent la difficulté du public mais aussi des entrepreneurs à comprendre les produits et concepts économiques.

### Le constat d'une attente de la population
Face à ces phénomènes, il semble que les populations expriment de manière croissante leur désir de disposer des connaissances financières de base.
En 2005, l’OCDE mène plusieurs enquêtes sur la culture financière dans les pays membres de l’OCDE. Les résultats montrent que les consommateurs ont une faible connaissance financière.
En 2018, en France, la Banque de France commandite une étude sur le niveau d’éducation financière des français qui met en avant une certaine méconnaissance des produits financiers et une difficulté à réaliser des calculs financiers simples : seules 17% des personnes interrogées considèrent avoir une connaissance élevée sur les questions financières ; près de 60% ne maîtrisent pas l’effet de l’inflation sur leur pouvoir d’achat ou le calcul d’un intérêt sur un placement ; 51% ne savent pas définir un crédit renouvelable [source] et 43% ont le sentiment de ne pas disposer d’informations suffisamment fiables et neutres pour gérer efficacement leur budget. Les résultats de l’étude montrent également que les Français ont un intérêt pour la matière financière et une volonté d’être mieux informés.

### Objectifs et bénéfices
Dans l’ensemble des pays de l’OCDE, entre 3 et 10 % des gens n’ont pas accès à un compte bancaire, ce qui les exclut de fait de pans entiers de la vie sociale.
Le problème est encore plus marqué dans les pays émergents. L’éducation financière va donc viser à donner à tous les citoyens un corpus de connaissances et de savoir-faire leur permettant de faire des choix pertinents dans le domaine financier. Notamment pour les ménages qui souhaitent équilibrer leur budget, s’assurer, emprunter, épargner ou investir. L’éducation financière joue également un rôle en matière de prévention des arnaques financières.
La diminution des risques d'exclusion financière permet aussi de renforcer l’intégration des plus défavorisés.
Enfin, l’économie elle-même se portera d’autant mieux que seront favorisés les comportements avisés en matière d’épargne et l'apport de liquidités aux marchés financiers.

## Les populations les plus concernées par l’éducation financière

### Les élèves des collèges et des lycées
Si à l’école primaire une simple sensibilisation à l’éducation budgétaire est adaptée, d’autres thèmes financiers peuvent être graduellement abordés avec des élèves des collèges et surtout des lycées. C’est en effet au fur et à mesure qu'ils sont confrontés aux situations pratiques correspondantes qu'il est pertinent que les jeunes acquièrent des connaissances leur permettant de comprendre les notions de budget, de taux d’intérêt, d’utilisation des moyens de paiement et d’épargne.
Une convention a été signée en octobre 2017 entre le Ministère de l'Éducation nationale (France), la Banque de France, opérateur de la stratégie française et l'Institut pour l'éducation financière du public, visant à développer l’éducation budgétaire et financière à l’école.

### Les personnes précaires ou avec de faibles ressources
Ces personnes sont financièrement isolées dans un monde où les transactions financières – et notamment le versement des prestations sociales – se font de plus en plus par voie électronique. Par ailleurs les personnes en situation précaire sont parmi les principales victimes du surendettement.
La principale cause de surendettement en France correspond aux « accidents de la vie » (changements brutaux du mode de vie de personnes, entraînant des baisses de ressources) qui créent une rupture souvent soudaine dans l'équilibre financier des ménages.
Il convient donc d’orienter les publics les plus fragiles vers des formules de crédit modéré ou vers d’autres solutions financières.
En 2019, dans le cadre du plan pluriannuel de lutte contre la pauvreté et pour l’inclusion sociale, 150 points conseil budget ont été labellisés. Ils permettent d'accompagner les personnes souhaitant recevoir des conseils sur la gestion de leur budget.

### Les consommateurs
Les consommateurs de produits financiers sont au cœur de la définition de l’OCDE sur l’éducation financière. Au niveau de l'union européenne, l’éducation financière est traitée principalement par la Direction des consommateurs.
Les personnes actives sont une cible des actions d’éducation financière. Ils ont besoin de faire des choix financiers éclairés pour gérer correctement leur épargne, leur départ en retraite et financer des investissements.

## Les actions menées

### À l'échelle internationale

#### L'OCDE
L’OCDE a publié en novembre 2005 une première étude internationale sur ce thème (« Pour une meilleure éducation financière »).
Dès juillet 2005, l’OCDE avait déjà publié ses premières recommandations sur les principes et les bonnes pratiques relatifs à la sensibilisation et l’éducation financières.
Parmi les idées principales, on peut retenir que :
- L’éducation financière doit commencer à l’école, la population devant être formée aux questions financières à un âge aussi précoce que possible.
- L’éducation financière doit s’inscrire dans les principes de gouvernance des institutions financières, dont la transparence et la responsabilité doivent être encouragées.
- Les institutions financières doivent se doter de codes de conduite pour leur personnel.
- Il convient d’encourager la sensibilisation des futurs retraités à la nécessité d’évaluer l’adéquation financière de leurs régimes actuels de pensions public et privé. Des études de l’OCDE ont par exemple montré que 4 travailleurs américains sur 10 n’épargnaient pas en vue de leur retraite.
- Il convient d’encourager des campagnes nationales, des services d’information gratuits et des dispositifs d’alerte sur des situations à haut risque pour les consommateurs de produits ou services financiers (notamment les cas de fraude).

L’OCDE a par ailleurs adopté le 28 mars 2008, un ensemble de recommandations relatives aux « bonnes pratiques » d’éducation financières quant aux pensions et aux assurances.
Des bonnes pratiques ont également été formulées concernant le crédit, elles ont été adoptées en juin 2009.
Enfin, à l’occasion de la Conférence internationale de Washington sur l’éducation financière (qui s’est tenue les 7 et 8 mai 2008), l’OCDE a lancé un nouveau site Web, portail d’informations sur le sujet.
L’organisation internationale a également constitué un réseau mondial d’experts publics en éducation financière, qui s’est réuni pour la première fois à la veille de la conférence.

#### Les autres instances internationales
Différentes instances et forums agissent également dans le monde pour promouvoir l’éducation financière.
Ainsi, le Forum International sur l’Éducation Financière et la protection du Consommateur se tient régulièrement depuis 2003 et débat annuellement de ces questions.
Créée en 2007, l’IFIE (International Forum for Investor Education) est une organisation du secteur privé, à but non lucratif dont l’objectif principal est d'améliorer l'éducation en matière d'investissement dans le monde, afin de permettre aux consommateurs de choisir des produits financiers et d'investir en connaissance de cause. Elle est soutenue par l’OICV (Organisation Internationale des Commissions de Valeurs) ; elles ont organisé conjointement deux conférences internationales, l’une à Madrid et l’autre à Washington.

#### Dans l'Union Européenne
La Commission européenne a produit une communication le 18 décembre 2007 concernant l'éducation financière.
Face au déficit de connaissances des consommateurs au sujet des produits financiers et devant la croissance du choix et de la complexité de ces produits, la Commission a en effet décidé de promouvoir le développement de l'éducation financière au sein de l'Union européenne (UE).
L'élaboration de programmes d'éducation financière doit être favorisée grâce à :
- une prise de conscience de la nécessité de lutter contre l'inculture financière
- une mise en commun des meilleures pratiques
- le développement d'outils pratiques pour faciliter un meilleur enseignement de l'éducation financière dans les écoles

De même, dans une résolution adoptée le 18 novembre 2008, le Parlement européen réclame l’amélioration de l’éducation et de la sensibilisation des consommateurs en matière de finances et de crédit. S’appuyant sur la crise des subprimes, le Parlement européen souligne la nécessité d’inclure l’éducation financière dans les programmes scolaires, d’instaurer un réseau d’éducation financière associant secteur public et privé.
Si l'éducation financière reste du ressort des États membres, l'UE peut apporter une aide pratique importante. Différentes initiatives ont déjà été mises en œuvre :
- un outil d'éducation en ligne, Dolceta[16] propose une formation en matière de consommation aux adultes
- un groupe d'experts en éducation financière a été créé, qui a pour mission de diffuser les meilleures pratiques sur le continent, d’harmoniser les méthodes d’enseignement et les programmes et de conseiller la Commission européenne sur les questions relatives à l’éducation financière.
- Depuis 2004 l’Agenda Europa élaboré par la Commission Européenne en partenariat avec Génération Europe. En France c’est l’INC qui est chargé de distribuer gratuitement à 220 000 exemplaires dans les écoles. Il s’agit d’informer les jeunes de 15 à 17 de leurs droits en matière de consommation, notamment vis-à-vis des produits financiers. Un kit pour les enseignants est également été fourni pour faciliter leur tâche de tuteurs.

### Par pays

#### Royaume-Uni
Pays le plus en pointe en termes d’éducation financière, le Royaume-Uni est l’un des premiers à avoir mis en place une stratégie nationale. La FSA (Financial Service Authority, l’autorité de régulation financière britannique) est l’autorité mandatée pour l’élaborer et la mettre en œuvre. Son budget est passé de 4 millions £ par an en 2005/2006 à 22,5 £ en 2008/2009.
Un autre important acteur britannique est le Personal Finance Education Group (PFEG), une organisation à but non lucratif qui aide les enseignants à développer les capacités financières des jeunes. Son objectif déclaré est de faire en sorte que tous les jeunes quittant le système éducatif disposent de la confiance et des connaissances financières nécessaires pour participer pleinement à la société. Le PFEG a établi un système d’évaluation qualitative permettant d’identifier les supports dont la qualité a été reconnue par des professionnels, et d’éliminer ainsi les tâtonnements inhérents à la sélection de ressources pédagogiques.
Enfin le gouvernement a investi 11,5 millions de £ dans l'éducation financière dans les écoles entre 2008 et 2011.
Ce volontarisme était d’autant plus nécessaire qu’en 2006, un rapport de la FSA notait que 19 % des 22-24 ans avaient des dettes à court terme supérieures à 5 000 £. Par ailleurs 62 % des jeunes interrogés estimait que, confrontés à des problèmes d’argent, il ne connaissait aucun interlocuteur capable de les aider.

#### Canada
La problématique de l’éducation financière au Canada est assez ancienne et mêle l’intervention d’acteurs privés et publics. La deuxième conférence nationale canadienne sur l’éducation financière, intitulée Aller de l’avant en matière de littératie financière, s’est déroulée en mars 2009, sous l’égide de l’ACFC, du SEDI et du Forum conjoint des autorités de réglementation des marchés financiers.
Ces trois institutions sont les principaux acteurs de l’éducation financière au Canada. Si l’action est locale, la nécessité de la définition d’une stratégie nationale, à l’instar des autres pays anglo-saxons, se fait de plus en plus claire et ces institutions le réclame.

#### France

##### Les actions d’éducation financière conduites par la Banque de France
En 2016, la France met en place une stratégie nationale d’éducation économique budgétaire et financière (EDUCFI) reposant sur les principes élaborés par l’OCDE. Les pouvoirs publics désignent la Banque de France comme opérateur national, responsable de la mise en œuvre de la stratégie.
Cette stratégie publique vise à apporter des connaissances financières aux Français avec, par exemple, la mise en place d’un enseignement d’éducation budgétaire et financière pour les jeunes. Il existe aussi un accompagnement des entrepreneurs ou des publics en situation de fragilité financière pour qu’ils puissent développer des compétences dans ce domaine.
La Banque de France réalise des enquêtes périodiques sur les connaissances, les attitudes et les comportements des Français en matière budgétaire et financière. Elle mène également des actions de sensibilisation sur des thèmes tels que le surendettement, les dispositifs d’inclusion bancaire, les moyens de paiement, les comptes bancaires, les crédits, l’épargne et l’assurance.
En 2017, elle signe un partenariat avec le ministère de l’Éducation nationale et l’Institut pour l’éducation financière du public (IEFP) pour contribuer à la formation des enseignants à l’utilisation des ressources sur l’éducation budgétaire et financière pour les élèves du primaire, du collège et du lycée. La même année, elle lance le site « Mes questions d'argent » qui permet de mieux comprendre les questions relatives aux comptes bancaires, aux moyens de paiement, à la gestion d’un budget, à l’épargne, aux crédits et à l’assurance.
Depuis 2018, elle organise la semaine de l’éducation financière en France. La Banque de France est à l’origine du projet de musée parisien cité de l’économie, qui ouvre au public en juin 2019. C’est le premier musée français dédié entièrement à l’apprentissage de l’économie de manière pédagogique et ludique.
Depuis 2019, dans le cadre du service national universel, la Banque de France propose, avec les partenaires de la stratégie EDUCFI, un module d’éducation budgétaire et financier. En partenariat avec l’Éducation nationale, elle promeut un passeport d’éducation budgétaire et financière au collège : 2 200 élèves ont passé le passeport financier en 2020. Un déploiement à plus grande échelle est d’ores et déjà prévu.
Début 2020, la Banque de France lance un portail destiné aux entrepreneurs : « Mes questions d'entrepreneur ».

##### Les actions d’éducation financière conduites par les autres acteurs
Plusieurs entreprises de la technologie financière se sont spécialisées sur l'éducation financière afin d'accompagner les Français au quotidien. C'est le cas de PixPay qui sensibilise les adolescents (et leurs parents) à l'éducation financière mais aussi de Rosaly, société à impact social qui favorise l'éducation financière des salariés Européens. 

###### Les clefs de la Banque
En 2004, la Fédération bancaire française a lancé le programme « Les Clés de la banque ».
Les Clés de la Banque est destiné à apporter au public les renseignements et les conseils dont il peut avoir besoin pour comprendre les mécanismes bancaires et les utiliser au mieux.
Les Clés de la Banque est un service indépendant de toute enseigne commerciale.

###### Finances et pédagogie
Créée en 1957 par les Caisses d’Épargne, Finances & Pédagogie est une association qui réalise des actions de sensibilisation et de formation, sur le thème de l'argent dans la vie, auprès de tout public.
Finances & Pédagogie intervient auprès d'entreprises des secteurs public et privé en tant qu'organisme de formation.
Elle intervient également auprès des jeunes en milieu éducatif, des bénéficiaires de dispositifs mis en place par les collectivités territoriales, et des salariés d'entreprises via la formation professionnelle.

###### L'École de la Bourse
L'École de la Bourse est spécialisée dans l'initiation aux marchés financiers. Au-delà du grand public, l'École de la Bourse accompagne également les sociétés cotées qui ont pris l'initiative de formations spécifiques pour leurs clubs d'actionnaires, les membres de conseil de surveillance d'épargne salariale ou leurs salariés.
Elle est partenaire de la Fédération Française des Clubs d’Investissement et est soutenue par NYSE-Euronext.

###### Mesfinances.education
MesFinances propose un programme d'éducation financière gratuit (Pépette) afin de maîtriser toutes les bases des finances personnelles. Il s'adresse à tous les publics et permet de développer ses connaissances sur les aspects de gestion de budget, d'épargne et d'investissement.

## Limites et débats sur l'éducation financière

### L'éducation financière ne doit pas se substituer à la régulation
L’éducation financière peut compléter, mais ne pourra jamais remplacer d’autres aspects d’une politique financière efficace, tels que la protection des consommateurs et la réglementation des institutions financières.
Les deux domaines d’actions sont complémentaires. Les consommateurs de produits financiers doivent être protégés par des dispositifs légaux, mais aussi être en mesure de faire valoir leurs droits, ce qui nécessite une information largement diffusée.
Néanmoins, même informé, le consommateur se trouve en position de faiblesse si les clauses contractuelles ne sont pas sérieusement encadrées par les pouvoirs publics.
Cette position n’est cependant pas partagée par tous et des tenants d’une pensée libérale estime que l’information suffit à la responsabilisation des consommateurs de produits financiers, et permet précisément d’éviter des réglementations trop contraignantes.

### L'éducation, préalable indispensable à l'information commerciale et au conseil
La distinction est importante entre les autorités publiques et de régulation chargées d'une meilleure éducation et les conseillers en placement du secteur privé tels que les établissements bancaires et les courtiers.
L’éducation financière est une nécessité pour permettre aux consommateurs de négocier en toute connaissance de cause avec leurs conseillers commerciaux. Elle leur permet également de tirer profit des obligations d’information auxquelles sont de plus en plus en soumis les professionnels de la finance.
Mais il faut parallèlement veiller à la qualification des conseillers financiers, ainsi qu’à leur mode de rémunération, sans quoi un biais fort les incite à vendre des produits financiers sans se soucier suffisamment de la pertinence, pour le client comme pour l’institution bancaire, d’un montage financier.
Pour éviter cet écueil, les réglementations les plus récentes renforcent et encadrent progressivement les obligations d’information et de conseil des institutions financières à l’égard des particuliers (voir par exemple de la directive MIF). De même le projet de loi réformant le crédit à la consommation en France renforce les obligations de formation pour les distributeurs de crédit non professionnels.

### Une action structurellement en retard?
Il est parfois reproché à l’éducation financière d’être toujours en retard d’une vague de complexité et d’innovation financière. La mise en place d’outils pédagogiques requiert du temps, et ne serait pas capable de fournir une information suffisamment pertinente par rapport aux produits financiers existant, en constant renouvellement.
Si cette critique n’est pas dépourvue de sens, elle ne saurait pour autant justifier l’inaction au motif qu’une éducation financière exhaustive serait impossible. De plus, cette critique met l’accent sur la nécessité de fournir constamment une information financière à destination du grand public, ainsi que d’inclure l’éducation financière au sein des programmes de formation continue et de ne pas se limiter à l’école.
Elle n’abolit pas non plus le constat d’un trop faible niveau d’éducation financière constatée chez les citoyens des pays développés, auquel il est nécessaire d’apporter des réponses.

### La thèse comportementaliste
Différents auteurs, dans la lignée des thèses comportementalistes, estiment que l’éducation financière serait vouée à l’échec, du fait des émotions spécifiques qui lient les individus à leur argent. À cela s’ajouterait une incapacité à se projeter suffisamment dans l’avenir, qui biaise également nos décisions financières.
Au Royaume-Uni, on a pu constater que seulement 51 % des salariés s’inscrivent à des plans de retraite en entreprise qui pourtant sont financés intégralement par les employeurs, et ne coûtent rien aux salariés.
De nombreux autres éléments psychologiques nous induisent en erreur quand il s’agit de gérer notre argent : le "biais de familiarité" conduit certains à favoriser les actions des sociétés les plus connues avec une forte dimension affective, tandis que, parfois victimes du "biais de confirmation", les investisseurs ne retiennent que les informations qui corroborent leurs décisions en faisant abstraction des données allant à leur encontre. L’analyse de la crise financières, et particulièrement de la crise des subprimes, souligne à quel point l’irrationalité peut rapidement prendre le dessus lorsqu’une « convention » s’établit à propos d’un secteur économique, censé permettre des profits toujours plus élevés sans risque.
Malgré cela, la part d’irrationnel dans le comportement de chacun vis-à-vis de l’argent, si elle n’est pas nulle, n’est probablement pas non plus capable d’annihiler tout recul des individus. L’éducation financière des particuliers et la régulation réglementaire des comportements des professionnels constitueront toujours les meilleurs moyen pour tenter d’apporter le maximum de rationalité dans l’univers de la finance.
Enfin l'éducation financière et économique constitue aussi un outil de compréhension du monde pour les citoyens.

### Débats sur l'évaluation de l'éducation financière

#### Des limites
L’évaluation intuitive des résultats de l’éducation financière pourrait mener à la conclusion de son inutilité, corroborant les thèses comportementalistes.
La crise financière a en effet révélé que les épargnants des pays anglo-saxons, les plus avancés en termes de programmes d’éducation financière, ne sont pas ceux qui adoptent les comportements financiers les plus pertinents (excès d’endettement des ménages et faiblesse de leur épargne) !

#### Contrebalancées par des résultats qui semblent avérés
Toutefois, c’est également parce que ces pays, de par leur culture et la structure de leur économie, ont été particulièrement touchés par les facteurs rendant nécessaire l’éducation financière (responsabilisation financière des individus, complexification des produits financiers), que celle-ci s’est développée là-bas en premier lieu.
La crise financière actuelle inciterait plutôt à penser que les efforts de sensibilisation du grand public ont jusqu’ici été insuffisants et doivent être accrus.
De plus, malgré la crise actuelle, les États-Unis ont jusqu’ici obtenu d’intéressants résultats en termes d’éducation financière.
Selon une étude réalisée par l’université de Stanford (« Education and Saving: The Long-term Effects of High School Financial Curriculum Mandates »), les politiques éducatives qui rendent obligatoire l’enseignement de matières liées aux processus décisionnels financiers des ménages mènent à une augmentation progressive des actifs des jeunes concernés. Les bénéfices équivalaient à une année supplémentaire de revenu net au cours de l’existence d’un individu moyen.
Les conseils en matière d’hypothèque dispensés avant que les particuliers ne choisissent leur emprunt se sont quant à eux révélés efficaces pour réduire les risques d’impayés sur les prêts immobiliers. Les consommateurs qui assistent à des entretiens de conseil individuel sur leurs finances personnelles présentent un endettement et des taux d’impayés moindres.